# Steirodon ganymedes
Steirodon ganymedes är en insektsart som först beskrevs av Rehn, J.A.G. 1944.  Steirodon ganymedes ingår i släktet Steirodon och familjen vårtbitare. Inga underarter finns listade i Catalogue of Life.